# Piacenza Football Club 2011-2012
Questa voce raccoglie le informazioni riguardanti il Piacenza Football Club nelle competizioni ufficiali della stagione 2011-2012.

## Stagione
Nella stagione 2011-2012 il Piacenza disputa l'11º campionato di terza serie della sua storia, il primo con la denominazione Lega Pro Prima Divisione e il primo dal 1991.
Al termine del play-out che sancisce la retrocessione in Prima Divisione il presidente Fabrizio Garilli comunica che non iscriverà la squadra per la stagione successiva e che è disposto a cedere la squadra a chi fosse interessato entro il 30 giugno, termine ultimo per iscrivere la squadra al campionato. Successivamente, a causa della mancanza di offerte di imprenditori interessati, Garilli fa marcia indietro e decide di iscrivere la squadra, pur mantenendo la società in vendita.
In attesa della nomina di un allenatore la squadra viene momentaneamente affidata a Sergio Volpi, ex capitano dei biancorossi ritiratosi al termine della precedente stagione, e ad Andrea Di Cintio, alla guida degli Allievi Nazionali nel passato campionato, poi il 4 agosto viene nominato allenatore Massimo Cerri, che la stagione precedente aveva allenato la Primavera. Per quanto riguarda il campionato il Piacenza viene inserito nel girone B dove ritrova gli storici rivali della Cremonese e il Pergocrema i cui tifosi sono gemellati con il Piacenza.
Il 9 agosto arriva la sentenza della commissione disciplinare relativa allo scandalo scommesse che aveva visto coinvolto il difensore del Piacenza Gervasoni: per la squadra c'è una penalizzazione di 4 punti relativa al campionato 2011-2012 e un'ammenda di 50 000 euro. Due giorni dopo il Piacenza presenta ricorso contro questa sentenza, atto tuttavia respinto dalla Corte di Giustizia Federale.
Il 23 agosto viene annunciato il nuovo allenatore, Francesco Monaco che sostituisce Cerri, mentre quattro giorni più tardi viene presentato il nuovo direttore sportivo: l'ex calciatore della Sampdoria Marco Lanna
Il 4 settembre la squadra esordisce in campionato battendo 2-1 il Südtirol a Bolzano, con reti di Guerra e Foglia. Dopo una fase iniziale difficile, comprendente la sconfitta nel derby del Po contro la Cremonese, a partire da ottobre il Piacenza si stabilizza a centroclassifica grazie a una serie di risultati positivi.
Sul fronte societario si presentano due possibili acquirenti: il primo è una cordata facente capo a Marco Gianfranceschi e Luigi Gallo., il secondo è Stefano Massacci, a sua volta ex componente della cordata. Le trattative proseguono fino alla fine del mese di ottobre: lungo questo periodo la cordata si presenta ufficialmente alla stampa (il 24 settembre, alla vigilia del derby con la Cremonese), per poi uscire dalle trattative per inadempienze finanziarie. Massacci intavola a sua volta una trattativa con Garilli, la quale però si esaurisce nel giro di pochi giorni per divergenze procedurali tra le parti; riprende quindi la trattativa con il gruppo Gallo, e il 28 ottobre il Piacenza viene ufficialmente ceduto dal presidente Fabrizio Garilli alla società "Italiana S.r.l." A Fabrizio Garilli va il 25% delle azioni dell'Italiana, come pegno per il parziale pagamento.
Il 7 novembre l'assemblea ordinaria del Piacenza Football Club nomina Vladimiro Covilli Faggioli amministratore unico; la nuova dirigenza si trova immediatamente in difficoltà finanziarie, che portano al mancato pagamento degli stipendi il 14 novembre A causa di ciò, il 23 novembre i calciatori chiedono la messa in mora della società, avviando la procedura di fallimento presso il Tribunale di Piacenza.
Nel frattempo il Piacenza supera i primi due turni eliminatori di Coppa Italia Lega Pro battendo la Valenzana per 2-1 e l'Alessandria per 3-0, qualificandosi per la seconda fase a gironi, da cui verrà eliminato il 29 febbraio a seguito della sconfitta contro la Tritium. In campionato i biancorossi vivono un momento di appannamento con sei partite senza vittorie fino all'11 dicembre, quando il Piacenza torna alla vittoria battendo 3-2 in rimonta il Bassano Virtus.
Il giorno seguente Covilli Faggioli si dimette dopo una riunione con l'avvocato Gianfranceschi, mentre Fabrizio Garilli rientra in società ricoprendo la carica di amministratore unico per cercare di evitare il fallimento della società. Nelle settimane successive Garilli nomina Claudio Molinari come direttore generale, mentre il nuovo direttore sportivo è Carlo Regalia.
Il 29 gennaio 2012 il Piacenza vince il derby di ritorno contro la Cremonese, con un gol di Claudio Pani. Seguono sette risultati utili consecutivi, parzialmente vanificati da due ulteriori penalizzazioni per il mancato pagamento degli stipendi che portano a 9 il totale dei punti di penalità.
Il 22 marzo 2012, dopo due proroghe ottenute da Garilli, la società viene ufficialmente dichiarata fallita. Il giudice concede l'esercizio provvisorio fino al termine della stagione e nomina curatori fallimentari Franco Spezia e Filippo Giuffrida, poi sostituito pochi giorni dopo da Germano Montanari.
Nonostante la penalizzazione il Piacenza rimane in corsa per la salvezza diretta fino all'ultima giornata: a seguito del pareggio casalingo per 2-2 contro il Barletta, termina il campionato al penultimo posto, disputando i play-out contro il Prato. Dopo aver vinto la partita di andata in casa per 1-0 con un gol di Francesco Lisi, il 27 maggio 2012 la squadra di Monaco viene sconfitta con il medesimo punteggio a Prato, retrocedendo in Seconda Divisione.
Il 19 giugno 2012, dopo tre aste andate deserte, i curatori sanciscono definitivamente il fallimento del Piacenza, che scompare dopo 93 anni di storia

## Divise e sponsor
A parte le prime 5 gare stagionali (3 di campionato e 2 di Coppa Italia) nelle quali gioca senza sponsor, le divise per la stagione 2011-2012 hanno il logo della Lpr, che aveva già sponsorizzato il Piacenza nella stagione 2002-2003 e quello dell'Unicef, presente anche nelle stagioni precedenti.
Per quanto riguarda i colori le maglie rimangono simili a quelle degli anni precedenti, vale a dire rossa la prima, bianca la seconda e nera la terza. Lo sponsor tecnico rimane la Macron.
| Casa | Trasferta | Terza maglia |

## Organigramma societario
Area direttiva
- Presidente: Fabrizio Garilli (fino al 28 ottobre 2011)
- Amministratore delegato: Maurizio Riccardi (fino al 28 ottobre 2011)
- Amministratore unico: Vladimiro Covilli Faggioli (dal 28 ottobre al 12 dicembre 2011), poi Fabrizio Garilli (dal 12 dicembre 2011 al 22 marzo 2012)
- Direttore generale: Claudio Molinari (dal 16 dicembre 2011 al 13 aprile 2012)

Area tecnica
- Direttore sportivo: Marco Lanna, dall'8 gennaio 2012 Carlo Regalia[23]
- Allenatore: Massimo Cerri, dal 23 agosto Francesco Monaco
- Allenatore in 2º: dal 23 agosto Vincenzo Rodia[8]
- Allenatore dei portieri: Gilberto Vallesi[8]

## Rosa
Rosa aggiornata al 31 gennaio 2012. Sono in corsivo i giocatori che hanno lasciato la società durante la stagione.
| N. |                         | Ruolo | Calciatore         |
| -- | ----------------------- | ----- | ------------------ |
|    | Italia (bandiera)       | P     | Mario Cassano      |
|    | Bulgaria (bandiera)     | P     | Mihail Ivanov      |
|    | Italia (bandiera)       | P     | Nicola Maggio      |
|    | Italia (bandiera)       | P     | Luca Stocchi       |
|    | Italia (bandiera)       | P     | Pietro Tinelli     |
|    | Italia (bandiera)       | D     | Gian Luca Alberici |
|    | Italia (bandiera)       | D     | Stefano Avogadri   |
|    | Italia (bandiera)       | D     | Stefano Baraldo    |
|    | Italia (bandiera)       | D     | Riccardo Bellotti  |
|    | Italia (bandiera)       | D     | Davide Bertoncini  |
|    | Italia (bandiera)       | D     | Francesco Bini     |
|    | Italia (bandiera)       | D     | Marco Calderoni    |
|    | Italia (bandiera)       | D     | Dario Campagna     |
|    | Italia (bandiera)       | D     | Alessandro Capasso |
|    | Italia (bandiera)       | D     | Antonio De Matteo  |
|    | Italia (bandiera)       | D     | Fabrizio Di Bella  |
|    | Italia (bandiera)       | D     | Antonio Esposito   |
|    | Italia (bandiera)       | D     | Filippo Giorgi     |
|    | Italia (bandiera)       | D     | Massimo Melucci    |
|    | Burkina Faso (bandiera) | D     | Abdoulaye Nonni    |
|    | Italia (bandiera)       | D     | Alessandro Ruggeri |
|    | Italia (bandiera)       | D     | Pietro Visconti    |
|    | Marocco (bandiera)      | C     | Rachid Aamrani     |
|    | Italia (bandiera)       | C     | Tommaso Bianchi    |
|    | Italia (bandiera)       | C     | Francesco Bombagi  |

| N. |                     | Ruolo | Calciatore           |
| -- | ------------------- | ----- | -------------------- |
|    | Italia (bandiera)   | C     | Francesco Curcio     |
|    | Senegal (bandiera)  | C     | Dominique Yves Corea |
|    | Italia (bandiera)   | C     | Samuele Dragoni      |
|    | Italia (bandiera)   | C     | Fabio Foglia         |
|    | Italia (bandiera)   | C     | Francesco Lisi       |
|    | Italia (bandiera)   | C     | Alessandro Marchi    |
|    | Italia (bandiera)   | C     | Simone Palermo       |
|    | Italia (bandiera)   | C     | Claudio Pani         |
|    | Italia (bandiera)   | C     | Andrea Parola        |
|    | Italia (bandiera)   | C     | Marco Piccinni       |
|    | Italia (bandiera)   | C     | Jacopo Silva         |
|    | Italia (bandiera)   | A     | Giuseppe Angarano    |
|    | Italia (bandiera)   | A     | Mario Cambielli      |
|    | Italia (bandiera)   | A     | Alexis Ferrante      |
|    | Spagna (bandiera)   | A     | Manuel Gavilán       |
|    | Italia (bandiera)   | A     | Marco Giovio         |
|    | Italia (bandiera)   | A     | Simone Guarneri      |
|    | Italia (bandiera)   | A     | Simone Guerra        |
|    | Paraguay (bandiera) | A     | Tomás Guzmán         |
|    | Italia (bandiera)   | A     | Denis Lamberti       |
|    | Italia (bandiera)   | A     | Andrea Lussardi      |
|    | Uruguay (bandiera)  | A     | Federico Rodríguez   |
|    | Italia (bandiera)   | A     | Francesco Volpe      |
|    | Romania (bandiera)  | A     | Claudiu Zdrincu      |

## Calciomercato

### Sessione estiva(dall'1/7 al 31/8)
A causa delle vicissitudini societarie inizialmente il Piacenza è quasi immobile sul mercato: se ne vanno i giocatori in prestito che ritornano alle rispettive società di appartenenza: Sbaffo e Rickler al Chievo, Cofie al Genoa, Donnarumma al Milan, Mandorlini al Parma e Gervasoni alla Cremonese e i giocatori in scadenza di contratto: Catinali, Conteh, Graffiedi, Zammuto e Zenoni, oltre a Volpi che entra nello staff tecnico in seguito al suo ritiro. Viene poi ceduto in maniera definitiva al Verona il giovane Tazzari.
Per quanto riguarda le comproprietà viene rinnovata quella del difensore Bertoncini che in un primo momento rimane al Genoa per poi tornare al Piacenza in prestito. Sono risolte a favore dell'Inter le comproprietà di Mei e Tremolada, mentre sono risolte a favore del Piacenza le comproprietà, sempre con i nerazzurri milanesi, di Colombi, che però rimane all'Inter in prestito, e di Lussardi. All'apertura delle buste Cacia, Lanzano e Viola sono riscattati rispettivamente da Lecce, Gavorrano e Melfi, mentre Stocchi e Angarano rimangono di proprietà del Piacenza.
Rientrano da prestiti ad altre società Aamrani dal Bettolaponte, Baraldo dall'Empoli, Barocelli dal Ponsacco, Bini dalla Cremonese, Calderoni dall'Ascoli, Contini dal Parma, Dragoni dal Feralpisalò, Foglia dalla Sangiovannese, Visconti dal Pavia e Visioli dal Fiorenzuola. Di questi giocatori lasciano il Piacenza Barocelli, ceduto al Mantova, Visioli e Contini che restano svincolati. Il 23 agosto viene ceduto Michele Anaclerio al Benevento
Il 31 agosto, ultimo giorno prima della chiusura del mercato, Bini viene ceduto in prestito alla Reggina, Piccolo viene ceduto in comproprietà al Livorno e Bianchi in comproprietà al Sassuolo.
Viene acquistato in prestito dall'Inter il terzino sinistro Antonio Esposito, mentre dal Livorno arrivano Francesco Volpe in comproprietà e Fabrizio Di Bella in prestito. Arriva anche un giovane classe '93 dalla Romania, Claudiu Zdrincu. Approdano a Piacenza anche gli svincolati Massimo Melucci e Andrea Parola, i centrocampisti Claudio Pani (definitivo dalla Triestina) e Francesco Curcio in prestito dal Grosseto. Infine, il difensore Marco Calderoni viene ceduto a titolo definitivo al Grosseto, rimanendo a Piacenza in prestito.
Nel mese di novembre viene tesserato lo svincolato Simone Palermo.
| Acquisti | Acquisti          | Acquisti            | Acquisti              |
| R.       | Nome              | da                  | Modalità              |
| -------- | ----------------- | ------------------- | --------------------- |
| D        | Stefano Baraldo   | Empoli              | fine prestito         |
| D        | Davide Bertoncini | Genoa               | prestito              |
| D        | Francesco Bini    | Cremonese           | fine prestito         |
| D        | Marco Calderoni   | Ascoli              | fine prestito         |
| D        | Marco Calderoni   | Grosseto            | prestito              |
| D        | Michele Contini   | Parma               | fine prestito         |
| D        | Fabrizio Di Bella | Livorno             | prestito              |
| D        | Antonio Esposito  | Inter               | prestito              |
| D        | Massimo Melucci   |                     | svincolato            |
| D        | Pietro Visconti   | Pavia               | fine prestito         |
| C        | Rachid Aamrani    | G.S.D. Bettolaponte | fine prestito         |
| C        | Francesco Curcio  | Grosseto            | prestito              |
| C        | Samuele Dragoni   | Feralpisalò         | fine prestito         |
| C        | Fabio Foglia      | Sangiovannese       | fine prestito         |
| C        | Francesco Lisi    | Rodengo Saiano      | fine prestito         |
| C        | Simone Palermo    |                     | svincolato            |
| C        | Claudio Pani      | Triestina           | definitivo            |
| C        | Andrea Parola     |                     | svincolato            |
| C        | Michael Visioli   | Fiorenzuola         | fine prestito         |
| A        | Mirko Barocelli   | Ponsacco            | fine prestito         |
| A        | Matteo Colombi    | Inter               | riscatto comproprietà |
| A        | Andrea Lussardi   | Inter               | riscatto comproprietà |
| A        | Francesco Volpe   | Livorno             | comproprietà          |
| A        | Claudiu Zdrincu   |                     | svincolato            |

| Cessioni | Cessioni           | Cessioni  | Cessioni              |
| R.       | Nome               | a         | Modalità              |
| -------- | ------------------ | --------- | --------------------- |
| P        | Antonio Donnarumma | Milan     | fine prestito         |
| D        | Michele Anaclerio  | Benevento | definitivo            |
| D        | Francesco Bini     | Reggina   | prestito              |
| D        | Marco Calderoni    | Grosseto  | definitivo            |
| D        | Kewullay Conteh    |           | svincolato            |
| D        | Michele Contini    |           | svincolato            |
| D        | Carlo Gervasoni    | Cremonese | fine prestito         |
| D        | Andrea Mei         | Inter     | riscatto comproprietà |
| D        | Cesare Rickler     | Chievo    | fine prestito         |
| D        | Pietro Zammuto     |           | svincolato            |
| D        | Damiano Zenoni     |           | svincolato            |
| C        | Tommaso Bianchi    | Sassuolo  | comproprietà          |
| C        | Edoardo Catinali   |           | svincolato            |
| C        | Isaac Cofie        | Genoa     | fine prestito         |
| C        | Matteo Mandorlini  | Parma     | fine prestito         |
| C        | Alessandro Sbaffo  | Chievo    | fine prestito         |
| C        | Luca Tremolada     | Inter     | riscatto comproprietà |
| C        | Sergio Volpi       |           | svincolato            |
| A        | Mirko Barocelli    | Mantova   | definitivo            |
| A        | Daniele Cacia      | Lecce     | riscatto comproprietà |
| A        | Matteo Colombi     | Inter     | prestito              |
| A        | Mattia Graffiedi   |           | svincolato            |
| A        | Antonio Piccolo    | Livorno   | comproprietà          |
|          | Matteo Tazzari     | Verona    | definitivo            |

### Sessione invernale(dal 3/1 al 31/1)
Il primo innesto del mercato di gennaio è il centrocampista Marco Piccinni che arriva dal Bari, seguito dal portiere Mihail Ivanov dal Siena, dal centrocampista Francesco Bombagi dalla Reggina e dal difensore del Verona Dario Campagna, tutti in prestito. Contemporaneamente Andrea Parola viene ceduto alla Nocerina Vengono ceduti anche Calderoni (che rientra a Grosseto) e Marchi, in comproprietà al Bologna; quest'ultimo, tuttavia, rimane a Piacenza in prestito. Dal Bologna arrivano anche il giovane attaccante Federico Rodríguez e, qualche giorno dopo, l'attaccante spagnolo Manuel Gavilan, mentre Guerra viene ceduto in prestito allo Spezia. Viene poi ceduto Ferrante alla Roma per 400 000 euro e, alla chiusura del mercato, anche Tomás Guzmán, in prestito al Gubbio; inoltre vengono tesserati in prestito il difensore Ruggeri, dalla Reggina, e l'attaccante Giovio, dal Grosseto. Dai calabresi rientra per fine prestito il difensore Bini.
| Acquisti | Acquisti           | Acquisti | Acquisti      |
| R.       | Nome               | da       | Modalità      |
| -------- | ------------------ | -------- | ------------- |
| P        | Mihail Ivanov      | Siena    | prestito      |
| D        | Francesco Bini     | Reggina  | fine prestito |
| D        | Dario Campagna     | Verona   | prestito      |
| D        | Alessandro Ruggeri | Reggina  | prestito      |
| C        | Francesco Bombagi  | Reggina  | prestito      |
| C        | Alessandro Marchi  | Bologna  | prestito      |
| C        | Marco Piccinni     | Bari     | definitivo    |
| A        | Manuel Gavilan     | Bologna  | prestito      |
| A        | Marco Giovio       | Grosseto | prestito      |
| A        | Federico Rodríguez | Bologna  | prestito      |

| Cessioni | Cessioni                 | Cessioni | Cessioni      |
| R.       | Nome                     | da       | Modalità      |
| -------- | ------------------------ | -------- | ------------- |
| D        | Marco Calderoni          | Grosseto | fine prestito |
| C        | Alessandro Marchi        | Bologna  | comproprietà  |
| C        | Andrea Parola            | Nocerina | definitivo    |
| A        | Jonathan Alexis Ferrante | Roma     | definitivo    |
| A        | Simone Guerra            | Spezia   | prestito      |
| A        | Tomás Guzmán             | Gubbio   | prestito      |

## Risultati

### Lega Pro Prima Divisione

#### Girone di andata
| Arbitro: | Bindoni (Venezia) |

|                 |           |                       |
| Fischnaller 62’ | Marcatori | 44’ Guerra 70’ Foglia |

| Arbitro: | Merlino (Udine) |

|  |           |             |
|  | Marcatori | 33’ Barraco |

| Arbitro: | Peretti (Verona) |

|                                    |           |  |
| Bianchi 12’, 55’ Parola 31’ (aut.) | Marcatori |  |

| Arbitro: | Borriello (Mantova) |

|             |           |                             |
| Melucci 15’ | Marcatori | 3’, 28’ Le Noci 90’ Bocalon |

| Arbitro: | Abbattista (Molfetta) |

|                            |           |                  |
| Radi 53’ Cunico 58’ (rig.) | Marcatori | 42’, 86’ Melucci |

| Arbitro: | De Faveri (San Donà di Piave) |

|                              |           |               |
| Guerra 48’, 89’ Avogadri 71’ | Marcatori | 17’ Pavoletti |

| Arbitro: | Ros (Pordenone) |

|  |           |            |
|  | Marcatori | 25’ Guzmán |

| Arbitro: | Aversano (Treviso) |

|                                                      |           |                              |
| Guerra 23’ Visconti 30’ Guzmán 36’ (rig.) Marchi 43’ | Marcatori | 29’, 61’ Vieri 63’ Benedetti |

| Arbitro: | Barbeno (Brescia) |

|  |           |                       |
|  | Marcatori | 24’ Guzmán 91’ Foglia |

| Arbitro: | Gallo (Barcellona Pozzo di Gotto) |

|  |           |                       |
|  | Marcatori | 16’, 69’, 71’ Orlandi |

| Arbitro: | Ripa (Nocera Inferiore) |

|                             |           |  |
| Fofana 34’ Longoni 58’, 59’ | Marcatori |  |

| Arbitro: | Castrignanò (Brindisi) |

|          |           |                  |
| Lisi 34’ | Marcatori | 45’ (rig.) Ganci |

| Arbitro: | Bietolini (Firenze) |

|                     |           |  |
| Del Core 16’ (rig.) | Marcatori |  |

| Arbitro: | Bruno (Torino) |

|  |           |                                        |
|  | Marcatori | 10’ (rig.) Curiale 12’ Godeas 60’ Lima |

| Arbitro: | Ceccarelli (Terni) |

|                                 |           |                     |
| Calfiero 2’ Bernardo 21’ (rig.) | Marcatori | 45’ Guerra 75’ Lisi |

| Arbitro: | Zappatore (Taranto) |

|                                  |           |                             |
| Parola 48’ Guerra 51’ Guzmán 89’ | Marcatori | 23’, 48’ (p.t.) Guariniello |

| Arbitro: | Minelli (Varese) |

|                       |           |            |
| Cerone 5’, 38’ (rig.) | Marcatori | 22’ Guzmán |

#### Girone di ritorno
| Piacenza 8 gennaio 2012, ore 14:30 CET 18ª giornata | Piacenza            | 0 – 0 referto | Südtirol | Stadio Leonardo Garilli\| Arbitro: \| Soricaro (Barletta) \| |
| Arbitro:                                            | Soricaro (Barletta) |               |          |                                                              |

| Arbitro: | Martinelli (Roma) |

|                             |           |  |
| Madonia 6’, 17’ Gambino 20’ | Marcatori |  |

| Arbitro: | Bellotti (Verona) |

|  |           |             |
|  | Marcatori | 61’ Marotta |

| Arbitro: | Abbattista (Molfetta) |

|  |           |          |
|  | Marcatori | 60’ Pani |

| Piacenza 19 febbraio 2012, ore 14:30 CET 22ª giornata | Piacenza         | 0 – 0 | Portogruaro-Summaga | Stadio Leonardo Garilli\| Arbitro: \| Minelli (Varese) \| |
| Arbitro:                                              | Minelli (Varese) |       |                     |                                                           |

| Arbitro: | Mangialardi (Pistoia) |

|              |           |                        |
| Pavoletti 8’ | Marcatori | 83’ Volpe 90+3’ Giovio |

| Arbitro: | Brasi (Seregno) |

|                       |           |                           |
| Gavilan 1’ Foglia 50’ | Marcatori | 75’ Bracaletti 90’ Tarana |

| Arbitro: | Marini (Roma) |

|  |           |                                           |
|  | Marcatori | 25’ (rig.) Gavilan 45’ Giovio 75’ Bombagi |

| Piacenza 12 marzo 2012, ore 20:45 CET 26ª giornata | Piacenza       | 0 – 0 referto | Pergocrema | Stadio Leonardo Garilli\| Arbitro: \| Saia (Palermo) \| |
| Arbitro:                                           | Saia (Palermo) |               |            |                                                         |

| Arbitro: | D'Angelo (Ascoli Piceno) |

|                       |           |                         |
| Merini 4’, 28’ (rig.) | Marcatori | 22’ Volpe 80’ Rodríguez |

| Arbitro: | Pairetto (Nichelino) |

|               |           |                      |
| Rodríguez 82’ | Marcatori | 1’ (aut.) Bertoncini |

| Arbitro: | Abbattista (Molfetta) |

|                                      |           |  |
| Bertoncini 10’ (aut.) Bonvissuto 86’ | Marcatori |  |

| Piacenza 4 aprile 2012, ore 20:30 CEST 30ª giornata | Piacenza        | 0 – 0 referto | Andria BAT | Stadio Leonardo Garilli\| Arbitro: \| Pasqua (Tivoli) \| |
| Arbitro:                                            | Pasqua (Tivoli) |               |            |                                                          |

| Arbitro: | Verdenelli (Foligno) |

|              |           |                             |
| Rossetti 41’ | Marcatori | 24’ Giovio 27’, 53’ Bombagi |

| Arbitro: | Borriello (Mantova) |

|          |           |              |
| Pani 72’ | Marcatori | 80’ Agodirin |

| Arbitro: | Saia (Palermo) |

|                          |           |                            |
| Correa 2’ Longobardi 49’ | Marcatori | 17’ Bombagi 66’ Bertoncini |

| Arbitro: | La Penna (Roma) |

|                            |           |                    |
| Rodríguez 78’ Giovio 90+1’ | Marcatori | 66’, 88’ Franchini |

### Play-out
| Arbitro: | Abbattista (Molfetta) |

|          |           |  |
| Lisi 28’ | Marcatori |  |

| Arbitro: | Merlino (Udine) |

|            |           |  |
| Napoli 47’ | Marcatori |  |

### Coppa Italia
| Arbitro: | Aureliano (Bologna) |

|                      |           |  |
| Guerra 63’, 71’, 90’ | Marcatori |  |

| Arbitro: | Mariani (Aprilia) |

|                                         |           |            |
| Tavano 31’, 60’ Coralli 55’ Tonelli 62’ | Marcatori | 23’ Guzmán |

### Coppa Italia Lega Pro
| Arbitro: | Bruno (Torino) |

|                   |           |                       |
| Uggeri 20’ (rig.) | Marcatori | 20’ Lisi 108’ Palermo |

| Arbitro: | Fogliano (Perugia) |

|  |           |                              |
|  | Marcatori | 57’, 66’ Foglia 63’ Ferrante |

| Arbitro: | Ghersini (Genova) |

|              |           |           |
| Avogadri 70’ | Marcatori | 53’ Baldè |

| Arbitro: | Barbeno (Brescia) |

|                   |           |  |
| E. Bortolotto 83’ | Marcatori |  |

## Statistiche

### Statistiche di squadra
Aggiornato al 27 maggio 2012
| Competizione             | Punti   | In casa | In casa | In casa | In casa | In casa | In casa | In trasferta | In trasferta | In trasferta | In trasferta | In trasferta | In trasferta | Totale | Totale | Totale | Totale | Totale | Totale | DR |
| Competizione             | Punti   | G       | V       | N       | P       | Gf      | Gs      | G            | V            | N            | P            | Gf           | Gs           | G      | V      | N      | P      | Gf     | Gs     | DR |
| ------------------------ | ------- | ------- | ------- | ------- | ------- | ------- | ------- | ------------ | ------------ | ------------ | ------------ | ------------ | ------------ | ------ | ------ | ------ | ------ | ------ | ------ | -- |
| Lega Pro Prima Divisione | 34 (-9) | 17      | 3       | 9       | 5       | 18      | 24      | 17           | 7            | 4            | 6            | 23           | 25           | 34     | 10     | 13     | 11     | 41     | 49     | -8 |
| Coppa Italia             |         | 1       | 1       | 0       | 0       | 3       | 0       | 1            | 0            | 0            | 1            | 1            | 4            | 2      | 1      | 0      | 1      | 4      | 4      | 0  |
| Coppa Italia Lega Pro    |         | 1       | 0       | 1       | 0       | 1       | 1       | 3            | 2            | 0            | 1            | 5            | 2            | 4      | 2      | 1      | 1      | 6      | 3      | +3 |
| Play-out                 |         | 1       | 1       | 0       | 0       | 1       | 0       | 1            | 0            | 0            | 1            | 0            | 1            | 2      | 1      | 0      | 1      | 1      | 1      | 0  |
| Totale                   | -       | 20      | 5       | 10      | 5       | 23      | 25      | 22           | 9            | 4            | 9            | 29           | 32           | 42     | 14     | 14     | 14     | 52     | 57     | -5 |

### Statistiche dei giocatori
Aggiornato al 27 maggio 2012
| Giocatore     | Lega Pro Prima Divisione | Lega Pro Prima Divisione | Lega Pro Prima Divisione | Lega Pro Prima Divisione | Coppa Italia | Coppa Italia | Coppa Italia | Coppa Italia | Coppa Italia Lega Pro | Coppa Italia Lega Pro | Coppa Italia Lega Pro | Coppa Italia Lega Pro | Play-out | Play-out | Play-out    | Play-out   | Totale   | Totale | Totale      | Totale     |
| Giocatore     | Presenze                 | Reti                     | Ammonizioni              | Espulsioni               | Presenze     | Reti         | Ammonizioni  | Espulsioni   | Presenze              | Reti                  | Ammonizioni           | Espulsioni            | Presenze | Reti     | Ammonizioni | Espulsioni | Presenze | Reti   | Ammonizioni | Espulsioni |
| ------------- | ------------------------ | ------------------------ | ------------------------ | ------------------------ | ------------ | ------------ | ------------ | ------------ | --------------------- | --------------------- | --------------------- | --------------------- | -------- | -------- | ----------- | ---------- | -------- | ------ | ----------- | ---------- |
| R. Aamrani    | 0                        | 0                        | 0                        | 0                        | 0            | 0            | 0            | 0            | 1                     | 0                     | ?                     | ?                     | 0        | 0        | 0           | 0          | 1        | 0      | 0+          | 0+         |
| G. Alberici   | 0                        | 0                        | 0                        | 0                        | 0            | 0            | 0            | 0            | 2                     | 0                     | ?                     | ?                     | 0        | 0        | 0           | 0          | 2        | 0      | 0+          | 0+         |
| G. Angarano   | 0                        | 0                        | 0                        | 0                        | 0            | 0            | 0            | 0            | 1                     | 0                     | ?                     | ?                     | 0        | 0        | 0           | 0          | 1        | 0      | 0+          | 0+         |
| S. Avogadri   | 20                       | 1                        | ?                        | ?                        | 2            | 0            | ?            | ?            | 2                     | 1                     | ?                     | ?                     | 1        | 0        | ?           | ?          | 25       | 2      | ?           | ?          |
| S. Baraldo    | 0                        | 0                        | 0                        | 0                        | 0            | 0            | 0            | 0            | 1                     | 0                     | ?                     | ?                     | 0        | 0        | 0           | 0          | 1        | 0      | 0+          | 0+         |
| D. Bertoncini | 16                       | 1                        | ?                        | ?                        | 0            | 0            | 0            | 0            | 3                     | 0                     | ?                     | ?                     | 0        | 0        | 0           | 0          | 19       | 1      | 0+          | 0+         |
| F. Bombagi    | 12                       | 4                        | ?                        | ?                        | 0            | 0            | 0            | 0            | 2                     | 0                     | ?                     | ?                     | 1        | 0        | ?           | ?          | 15       | 4      | 0+          | 0+         |
| T. Bianchi    | 0                        | 0                        | 0                        | 0                        | 2            | 0            | ?            | ?            | 0                     | 0                     | 0                     | 0                     | 0        | 0        | 0           | 0          | 2        | 0      | 0+          | 0+         |
| F. Bini       | 7                        | 0                        | ?                        | ?                        | 1            | 0            | ?            | ?            | 2                     | 0                     | ?                     | ?                     | 2        | 0        | ?           | ?          | 12       | 0      | ?           | ?          |
| M. Calderoni  | 18                       | 0                        | ?                        | ?                        | 1            | 0            | ?            | ?            | 0                     | 0                     | 0                     | 0                     | 0        | 0        | 0           | 0          | 19       | 0      | 0+          | 0+         |
| M. Cambielli  | 0                        | 0                        | 0                        | 0                        | 2            | 0            | ?            | ?            | 0                     | 0                     | 0                     | 0                     | 0        | 0        | 0           | 0          | 2        | 0      | 0+          | 0+         |
| D. Campagna   | 8                        | 0                        | ?                        | ?                        | 0            | 0            | 0            | 0            | 2                     | 0                     | ?                     | ?                     | 1        | 0        | ?           | ?          | 11       | 0      | 0+          | 0+         |
| M. Cassano    | 17                       | -31                      | ?                        | ?                        | 0            | 0            | 0            | 0            | 1                     | 0                     | ?                     | ?                     | 0        | 0        | 0           | 0          | 18       | -31    | 0+          | 0+         |
| F. Curcio     | 1                        | 0                        | ?                        | ?                        | 0            | 0            | 0            | 0            | 2                     | 0                     | ?                     | ?                     | 0        | 0        | 0           | 0          | 3        | 0      | 0+          | 0+         |
| A. De Matteo  | 0                        | 0                        | 0                        | 0                        | 0            | 0            | 0            | 0            | 1                     | 0                     | ?                     | ?                     | 0        | 0        | 0           | 0          | 1        | 0      | 0+          | 0+         |
| F. Di Bella   | 8                        | 0                        | ?                        | ?                        | 0            | 0            | 0            | 0            | 1                     | 0                     | ?                     | ?                     | 0        | 0        | 0           | 0          | 9        | 0      | 0+          | 0+         |
| S. Dragoni    | 9                        | 0                        | ?                        | ?                        | 1            | 0            | ?            | ?            | 4                     | 0                     | ?                     | ?                     | 0        | 0        | 0           | 0          | 14       | 0      | 0+          | 0+         |
| A. Esposito   | 9                        | 0                        | ?                        | ?                        | 0            | 0            | 0            | 0            | 1                     | 0                     | ?                     | ?                     | 0        | 0        | 0           | 0          | 10       | 0      | 0+          | 0+         |
| A. Ferrante   | 11                       | 0                        | ?                        | ?                        | 1            | 0            | ?            | ?            | 2                     | 1                     | ?                     | ?                     | 0        | 0        | 0           | 0          | 14       | 1      | 0+          | 0+         |
| F. Foglia     | 29                       | 3                        | ?                        | ?                        | 1            | 0            | ?            | ?            | 3                     | 2                     | ?                     | ?                     | 1        | 0        | ?           | ?          | 34       | 5      | ?           | ?          |
| F. Giorgi     | 7                        | 0                        | ?                        | ?                        | 2            | 0            | ?            | ?            | 1                     | 0                     | ?                     | ?                     | 2        | 0        | ?           | ?          | 12       | 0      | ?           | ?          |
| M. Gavilan    | 8                        | 2                        | ?                        | ?                        | 0            | 0            | 0            | 0            | 2                     | 0                     | ?                     | ?                     | 1        | 0        | ?           | ?          | 11       | 2      | 0+          | 0+         |
| M. Giovio     | 13                       | 4                        | ?                        | ?                        | 0            | 0            | 0            | 0            | 0                     | 0                     | 0                     | 0                     | 2        | 0        | ?           | ?          | 15       | 4      | 0+          | 0+         |
| S. Guarneri   | 0                        | 0                        | 0                        | 0                        | 0            | 0            | 0            | 0            | 1                     | 0                     | ?                     | ?                     | 0        | 0        | 0           | 0          | 1        | 0      | 0+          | 0+         |
| S. Guerra     | 18                       | 6                        | ?                        | ?                        | 2            | 3            | ?            | ?            | 0                     | 0                     | 0                     | 0                     | 0        | 0        | 0           | 0          | 20       | 9      | 0+          | 0+         |
| T. Guzmán     | 19                       | 5                        | ?                        | ?                        | 2            | 1            | ?            | ?            | 0                     | 0                     | 0                     | 0                     | 0        | 0        | 0           | 0          | 21       | 6      | 0+          | 0+         |
| M. Ivanov     | 14                       | -14                      | ?                        | ?                        | 0            | 0            | 0            | 0            | 2                     | -2                    | ?                     | ?                     | 2        | -1       | ?           | ?          | 18       | -17    | 0+          | 0+         |
| F. Lisi       | 30                       | 2                        | ?                        | ?                        | 1            | 0            | ?            | ?            | 3                     | 1                     | ?                     | ?                     | 1        | 1        | ?           | ?          | 35       | 4      | ?           | ?          |
| A. Lussardi   | 5                        | 0                        | ?                        | ?                        | 2            | 0            | ?            | ?            | 0                     | 0                     | 0                     | 0                     | 2        | 0        | ?           | ?          | 9        | 0      | 0+          | 0+         |
| A. Marchi     | 30                       | 1                        | ?                        | ?                        | 1            | 0            | ?            | ?            | 1                     | 0                     | ?                     | ?                     | 2        | 0        | ?           | ?          | 34       | 1      | ?           | ?          |
| N. Maggio     | 0                        | 0                        | 0                        | 0                        | 2            | -4           | ?            | ?            | 0                     | 0                     | 0                     | 0                     | 0        | 0        | 0           | 0          | 2        | -4     | 0+          | 0+         |
| M. Melucci    | 19                       | 3                        | ?                        | ?                        | 0            | 0            | 0            | 0            | 0                     | 0                     | 0                     | 0                     | 0        | 0        | 0           | 0          | 19       | 3      | 0+          | 0+         |
| A. Nonni      | 0                        | 0                        | 0                        | 0                        | 0            | 0            | 0            | 0            | 1                     | 0                     | ?                     | ?                     | 0        | 0        | 0           | 0          | 1        | 0      | 0+          | 0+         |
| S. Palermo    | 2                        | 0                        | ?                        | ?                        | 0            | 0            | 0            | 0            | 2                     | 1                     | ?                     | ?                     | 0        | 0        | 0           | 0          | 4        | 1      | 0+          | 0+         |
| C. Pani       | 24                       | 2                        | ?                        | ?                        | 0            | 0            | 0            | 0            | 1                     | 0                     | ?                     | ?                     | 2        | 0        | ?           | ?          | 27       | 2      | 0+          | 0+         |
| A. Parola     | 16                       | 1                        | ?                        | ?                        | 0            | 0            | 0            | 0            | 0                     | 0                     | 0                     | 0                     | 0        | 0        | 0           | 0          | 16       | 1      | 0+          | 0+         |
| M. Piccinni   | 15                       | 0                        | ?                        | ?                        | 0            | 0            | 0            | 0            | 1                     | 0                     | ?                     | ?                     | 2        | 0        | ?           | ?          | 18       | 0      | 0+          | 0+         |
| F. Rodríguez  | 13                       | 3                        | ?                        | ?                        | 0            | 0            | 0            | 0            | 2                     | 0                     | ?                     | ?                     | 2        | 0        | ?           | ?          | 17       | 3      | 0+          | 0+         |
| A. Ruggeri    | 8                        | 0                        | ?                        | ?                        | 0            | 0            | 0            | 0            | 1                     | 0                     | ?                     | ?                     | 0        | 0        | 0           | 0          | 9        | 0      | 0+          | 0+         |
| J. Silva      | 8                        | 0                        | ?                        | ?                        | 2            | 0            | ?            | ?            | 1                     | 0                     | ?                     | ?                     | 0        | 0        | 0           | 0          | 11       | 0      | 0+          | 0+         |
| L. Stocchi    | 3                        | -4                       | ?                        | ?                        | 0            | 0            | 0            | 0            | 2                     | -1                    | ?                     | ?                     | 0        | 0        | 0           | 0          | 5        | -5     | 0+          | 0+         |
| P. Visconti   | 30                       | 1                        | ?                        | ?                        | 2            | 0            | ?            | ?            | 1                     | 0                     | ?                     | ?                     | 1        | 0        | ?           | ?          | 34       | 1      | ?           | ?          |
| F. Volpe      | 27                       | 2                        | ?                        | ?                        | 0            | 0            | 0            | 0            | 2                     | 0                     | ?                     | ?                     | 2        | 0        | ?           | ?          | 31       | 2      | 0+          | 0+         |